# Saison 2 de Sliders
Chronologie
Saison 1 Saison 3
Cet article présente le guide des épisodes de la deuxième saison de série télévisée américaine Sliders : Les Mondes parallèles.
La liste ci-dessous est présentée selon la chronologie des évènements de la série. Comme pour la première saison, elle ne respecte pas forcément, l'ordre de diffusion des épisodes.

## Épisodes

### Épisode 1:Un monde mystique
- Titre original : Into the Mystic
- Numéro(s) : 11 (2-01)
- Scénariste : Tracy Tormé
- Réalisateur : Richard Compton
- Diffusion(s) :
  -  États-Unis : 1er mars 1996 sur le réseau FOX
  -  France : 10 septembre 1996 sur M6
- Résumé :

Les glisseurs décident d'aller soigner Quinn, qui s'est pris une balle dans l'épaule. Le docteur qui le guérit exige une somme astronomique que les glisseurs n'ont pas. Furieux, le docteur ordonne à son serviteur de capturer Quinn afin de lui voler son cerveau, mais l'opération échoue, car Quinn est délivré. À la suite de cela, les glisseurs rencontrent le double de Quinn, un sorcier qui aurait le pouvoir de faire voyager les gens entre les mondes mais en voulant renvoyer le groupe dans leur propre dimension, il expédie les glisseurs dans une dimension parallèle où le portail de Quinn ne grince pas (alors qu'il grince dans son monde) et ils repartent. Ce qu'ils ignorent, c'est que les charnières du portail avaient été graissées pendant leur absence, et qu'il s'agissait donc de leur propre monde.
- Commentaire : 
  - On retrouve des personnages de la première saison, comme le jardinier, le chauffeur de taxi ou encore l'avocat.
  - On retrouve l'acteur Alex Bruhanski dans le rôle du chauffeur de taxi Pavel Kurlienko; à noter qu'il avait déjà interprété le même personnage dans les épisodes "Le Monde selon Lénine" (saison 1 épisodes 1 et 2) ainsi que dans "Un Monde sans Maladie" (saison 1 épisode 5).
  - Cet épisode montre bien le changement de personnalité de Rembrandt.
  - Nicholas Lea qu'on a vu dans un monde parfait s'éclipse rapidement. L'acteur aurait dû rester plus longtemps dans Sliders mais la FOX ne souhaitait pas le voir dans 2 rôles à la fois, et tenait particulièrement à son rôle de Krycek dans X-Files.
  - L'acteur Phil Fondacaro, qui interprète un chasseur de primes durant cet épisode, est doublé en version française par un comédien différent que lors de l'épisode "un monde de synthèse (saison 4, épisode 17 ); en effet, dans le cadre de cet épisode de la saison 4, Phil Fondacaro est doublé par le comédien français Michel Lasorne, également voix française de David Schwimmer. Phil Fondacaro interprète cependant deux personnages différents dans ces deux épisodes.
- Erreurs et incohérences :
  - Dans cet épisode, les rôles du jardinier et de la mère de Quinn sont interprétés par des acteurs différents de l'épisode "Le Monde selon Lénine parties 1 et 2".
  - Lors du générique de la saison 2, Quinn dit : "Un monde où les Russes règnent sur l'Amérique, où vos rêves de devenir une superstar se réalisent, où San Francisco est une prison de haute sécurité"; chaque phrase est illustrée par une image de l'épisode qui lui correspond. Il existe cependant une erreur pour la phrase "où San Francisco est une prison de haute sécurité" car l'image associée ne correspond pas à l'épisode "un monde carcéral" (saison 2, épisode 3), qui décrit justement San Francisco comme une prison, mais plutôt l'épisode "un monde sans hommes" (saison 2, épisode 4).

### Épisode 2:Un monde sans constitution
- Titre original : Time Again And World
- Numéro(s) : 12 (2-02)
- Scénariste : Jacob Epstein
- Réalisateur : Vern Gillum
- Diffusion(s) :
  -  États-Unis : 5 avril 1996 sur le réseau FOX
  -  France : 17 septembre 1996 sur M6
- Résumé :

Les glisseurs sont dans un monde où les femmes portent la barbe et la moustache. Ils sont témoins d'un meurtre et parviennent à s'échapper vers un autre monde où la population est identique (à l'exception que les femmes n'ont plus de barbes) et alors que le même meurtre va se reproduire. Wade a le temps de crier « il a une arme » et le meurtrier et la victime échangent leurs rôles. Dans ce monde, une partie de la Constitution des États-Unis a été supprimée.
- Commentaire :
  - Rebecca Gayheart apparaît en tant que Guest dans cet épisode.
  - Will Sasso (Gomez Calhoun) apparaît dans cet épisode.
  - Gary Jones (Michael Hurley) apparaît dans cet épisode.

### Épisode 3:Un monde carcéral
- Titre original : El Sid
- Numéro(s) : 13 (2-03)
- Scénariste : Jon Povill
- Réalisateur : Paris Barclay
- Diffusion(s) :
  -  États-Unis : 29 mars 1996 sur le réseau FOX
  -  France : 23 septembre 1996 sur M6
- Résumé :

Les glisseurs arrivent dans un monde où San Francisco est une gigantesque prison victime de séismes violents. Mais ils ne sont pas seuls car Quinn a sauvé une femme du monde précédent, des griffes de son fiancé violent et brutal. Le fiancé va malheureusement les suivre lui aussi.
- Commentaire :

- Guest star : Jeffrey Dean Morgan dans le rôle de Sid.
- Le personnage de Michelle est ici doublé, en français, par Anne Rondeleux ; cette dernière a également prêté sa voix à Shannen Doherty.

- Erreurs et incohérences :
  - Dans cet épisode, LJ dit à Wade et Michelle qu'elles ne peuvent pas l'accompagner, Quinn et lui, afin d'aller à la recherche de Sid car elles ont une séance de thérapie obligatoire à 15h. Or, lorsque nous retrouvons les filles lors d'une scène suivante, juste avant que la séance de thérapie ne commence, il fait déjà nuit.

### Épisode 4:Un monde sans hommes
- Titre original : Love Gods
- Numéro(s) : 14 (2-04)
- Scénariste : Tony Blake et Paul Jackson
- Réalisateur : John McPherson
- Diffusion(s) :
  -  États-Unis : 8 mars 1996 sur le réseau FOX
  -  France : 12 septembre 1996 sur M6
- Résumé :

Les glisseurs arrivent sur une Terre où la population masculine a été décimée à la suite d'une guerre bactériologue. Les quelques hommes ayant été épargnés par ce virus ont été emmenés dans un centre de reproduction. Quinn et Rembrandt parviennent à s'échapper mais séparément. Arturo est quant à lui repris et il va devoir compter sur Rembrandt, Wade et David, un homme qu'ils ont rencontré dans ce centre mais qui affirme vouloir les aider. Quinn, de son côté, est recueilli par une boulangère qui souhaiterait qu'il lui fasse un enfant. Mais il ne sait pas comment il doit réagir car il craint d'être ingrat ou de ne pas savoir jouer son rôle de père.
- Commentaire :
- Wade fait une allusion à l'épisode "un monde au féminin" (saison 1, épisode 8).
- Rembrandt fait une allusion à l'épisode "un monde pour Rembrandt" (saison 1, épisode 9).
- Rebecca Chambers (Michelle, la fiancée sauvée dans un monde carcéral - saison 2, épisode 3) n'apparaît plus dans cet épisode.
- L'acteur Guy Andrews, qui joue ici le rôle de Trevor Grant, le meilleur reproducteur du BRP, est déjà apparu dans l'épisode "le monde de l'intellect" (saison 1, épisode 7), où il interprétait Wilson, un joueur de l'équipe de basket de Quinn.

- Erreurs et incohérences :
  - Wade, Rembrandt et David sont recherchés par la police ainsi que par le BRP (Bureau de la Reproduction); comment sont-ils parvenus à séjourner dans un hôtel sans se faire remarquer?
  - Rembrandt refuse de raser sa moustache bien que déguisé en femme, en prétendant "j'ai une moustache depuis la maternelle, je ne la couperai pour rien au monde". Pourtant, à partir de la saison 4, il en est dépourvu.
  - Dans cet épisode, les héros parviennent à glisser à bord d'une fourgonnette sans que la glisse ne soit perturbée. Or, dans les épisodes de la saison 1, ainsi que dans l'épisode 3 de la saison 2 "Un Monde Carcéral", il est explicitement dit par le Professeur Arturo que plus le nombre de glisseurs augmente, plus "nous augmentons exponentiellement les chances d'une défaillance dramatique", le minuteur ayant été conçu pour supporter un nombre restreint de personnes.

### Épisode 5:Un monde impitoyable
- Titre original : The Good, The Bad And The Wealthy
- Numéro(s) : 15 (2-05)
- Scénariste : Scott Smith Miller
- Réalisateur : Oscar L. Costo
- Diffusion(s) :
  -  États-Unis : 22 mars 1996 sur le réseau FOX
  -  France : 16 septembre 1996 sur M6
- Résumé :

Les glisseurs sont sur une planète où lors de la guerre de sécession le Texas a réussi à fonder une République qui s'étend jusqu'à la Californie. Afin de se rassasier, ils rentrent dans un saloon et ils s’attirent bien vite des ennuis lorsque Quinn aide un homme à terre. Il est contraint de tuer l’homme qui le défi en duel, Jed Dalton qui est l’avocat de l’entreprise de Jack Bullock. Le Shérif embarque Quinn mais ce dernier se retrouve vite à rencontrer Jack Bullock, un homme puissant qui semble avoir du pouvoir sur la police. Il propose un travail à Quinn ce qui lui attire de gros ennuis, surtout quand lui et les autres aident Priscilla, présidente de Hardaway Computers dont le mari a été abattu par les ordres de Bullock un an plus tôt...
- Commentaire : 
  - James Denton apparaît dans le rôle de Jack Bullock

### Épisode 6:Le monde de Chronos
- Titre original : As Time Goes By
- Numéro(s) : 16 (2-06)
- Scénariste : Steve Brown
- Réalisateur : Richard Compton
- Diffusion(s) :
  -  États-Unis : 12 juillet 1996 sur le réseau FOX
  -  France : 26 septembre 1996 sur M6
- Résumé :

Dans un monde où les États-Unis sont sous domination Espagnole, les glisseurs sont des immigrés. Un autre immigré Canadien, Dennis McMillan, se fait arrêter en même temps que Wade, Rembrandt et le professeur Arturo. Quinn, parvenu quant à lui à s'échapper, trouve refuge chez Daelin Richards, une ancienne amie de lycée dont il était amoureux. Mais malheureusement, elle ne peut pas suivre les glisseurs car McMillian a blessé son frère et elle préfère rester avec lui. Ils arrivent ensuite dans un monde où Quinn est parti vivre à Seattle. Rembrandt suggère à Quinn qu'il devrait trouver Daelin dans ce monde. Ce dernier parvient à arranger les choses avec son double et Daelin. Mais dans le monde suivant, où le temps s'écoule à l'envers uniquement pour ses habitants, les glisseurs sont accusés du meurtre de Daelin.
- Commentaire : 
  - Toute l'histoire tourne étrangement autour de Quinn, les autres glisseurs semblant moins impliqués.
  - Charlie O'Connell (frère cadet de Jerry O'Connell) fait une courte apparition dans cet épisode, il revient ensuite dans l'épisode 7 de la troisième saison puis sera un personnage principal du sixième au dernier épisode de la quatrième saison.
  - L'avocate des glisseurs, dans le monde où le temps s'écoule à l'envers, est doublée par la même comédienne française qui prête sa voix à Sarah Michelle Gellar.
- Erreurs et incohérences :
  - Quinn informe le frère de Daelin qu'il doit retrouver ses amis à 22h27 (ce qui doit logiquement correspondre à l'heure de la glisse); cependant, dans la scène suivante, Rembrandt dit aux autres qu'il n'arrive pas à croire qu'ils aient été réveillés à 5 heures du matin afin d'être explusés par les autorités. Wade ajoute qu'ils doivent glisser "dans moins de deux heures" (ce qui correspond à environ 7 heures du matin). De même, lorsque Quinn retrouve ses amis pour glisser, il fait jour; pourquoi a-t-il donc dit à Daelin et son frère qu'il lui était indispensable de retrouver ses amis à 22h27?
  - Lorsque le Professeur, Rembrandt et Quinn sont en prison, ce dernier dit avoir démonté puis remonté le minuteur sans parvenir à le réparer. Comment a-t-il pu manipuler le minuteur sans aucun outil à sa disposition?

### Épisode 7:Un monde sans technologie
- Titre original : Gillian Of The Spirits
- Numéro(s) : 17 (2-07)
- Scénariste : Tony Blake et Paul Jackson
- Réalisateur : Paris Barclay
- Diffusion(s) :
  -  États-Unis : 15 mars 1996 sur le réseau FOX
  -  France : 13 septembre 1996 sur M6
- Résumé :

Les glisseurs tombent dans un monde où les gens n'ont jamais développé la technologie. Un éclair s'étant abattu sur le vortex, Quinn se retrouve prisonnier du plan astral et ses amis ne peuvent ni le voir ni l'entendre. Toutefois, une jeune femme nommée Gillian pouvant communiquer avec les esprits va tenter de servir d'intermédiaire entre Quinn et le reste du groupe. Après avoir libéré Quinn, les glisseurs arrivent dans un monde de nudistes.
- Commentaires :
- Une allusion est faite à l'épisode un monde hippie (saison 1, épisode 3).
- Une allusion est faite à l'épisode la fin du monde (saison 1, épisode 6).
- Will Sasso (Gomez Calhoun) apparaît dans cet épisode.
- À la fin de l'épisode, Arturo apprend au père de Quinn que le vortex reste ouvert 60 secondes.

### Épisode 8:Un monde clairvoyant
- Titre original : Obsession
- Numéro(s) : 18 (2-08)
- Scénariste : Jon Povill
- Réalisateur : Colin Bucksey
- Diffusion(s) :
  -  États-Unis : 24 mai 1996 sur le réseau FOX
  -  France : 19 septembre 1996 sur M6
- Résumé :

Alors que Wade rêve qu'elle est mariée à un marquis dans un monde où les États-Unis ont adopté le principe de vivre de l'Inde, les glisseurs arrivent ensuite sur une Terre où tout le monde semble doté du don de voyance, et y trouve un homme qui clame être le mari de Wade.

### Épisode 9:Un monde d'envahisseurs
- Titre original : Invasion
- Numéro(s) : 19 (2-09)
- Scénariste : Tracy Tormé
- Réalisateur : Richard Compton
- Diffusion(s) :
  -  États-Unis : 28 juin 1996 sur le réseau FOX
  -  France : 24 septembre 1996 sur M6
- Résumé :

Les Glisseurs arrivent dans un monde qui semble abandonné mais le minuteur est déréglé par des interférences quand un vaisseau non identifié s’approche et que Quinn pointe le faisceaux du vortex dessus..
- Commentaire : 
  - C'est la première apparition des Kromaggs qui grâce à l'enlèvement de Quinn et à leur mise en scène feront leur retour dans la Saison 4.
  - Le double de Quinn, qui lui avait donné la formule de la glisse dans l'épisode le monde selon Lénine, l'a également livrée aux Kromaggs.
  - Jason Gaffney (Conrad Bennish Jr) apparaît dans cet épisode.

### Épisode 10:Un monde de renommée
- Titre original : Post Traumatic Slide Syndrome
- Numéro(s) : 20 (2-10)
- Scénariste : Nan Hagan
- Réalisateur : Adam Nimoy
- Diffusion(s) :
  -  États-Unis : 3 mai 1996 sur le réseau FOX
  -  France : 18 septembre 1996 sur M6
- Résumé :

Rembrandt secoué par ses dernières aventures raconte à un psychiatre ce que les glisseurs viennent de vivre dans le monde précèdent. Lui et les autres croyaient être revenus sur leur Terre d'origine, Quinn et le professeur Arturo leur demandèrent alors de ne pas divulguer le secret de la glisse, mais Arturo trahit le serment, révéla aux médias la glisse, et s'attribua cette découverte. Il organisa le cambriolage de la maison de Quinn pour récupérer le minuteur. Quinn découvrit que les glisseurs n'étaient en fait pas sur leur Terre grâce à de menus détails, Wade refuse de le croire jusqu'à avoir une confirmation : Le Golden Gate Bridge est dans ce monde remplacé par L'Azur Gate Bridge. Par conséquent, Quinn, Wade et Rembrandt décidèrent de récupérer le minuteur chez le professeur, et découvrir que leur professeur a été capturé par son double. Le psychiatre croyant que Rembrandt est fou appelle une ambulance mais après que les glisseurs ont glissé, c'est lui qui est emmené aux urgences psychiatriques.
- Commentaire : 
  - Rembrandt sert de narrateur dans cet épisode.
  - Une allusion est faite à l'épisode un monde sans maladie (saison 1, épisode 5).
  - Une allusion est faite à l'épisode la fin du monde (saison 1, épisode 6).
  - Une allusion est faite à l'épisode le monde de l'intellect (saison 1, épisode 7).

Personne ne sait quel Arturo a embarqué avec les autres, mais d’après une interview de Tracy Tormé, il y aurait cependant quelque indices dans les épisodes suivants permettant de savoir quel Arturo ils ont embarqué.

### Épisode 11:Le monde des dinosaures
- Titre original : In Dino Veritas
- Numéro(s) : 21 (2-11)
- Scénariste : Steve Brown
- Réalisateur : Oscar L. Costo
- Diffusion(s) :
  -  États-Unis : 26 avril 1996 sur le réseau FOX
  -  France : 11 septembre 1996 sur M6
- Résumé :

Les glisseurs partent d'un monde où ils ont dû porter des colliers les empêchant de mentir en les électrocutant et arrivent dans un monde où les dinosaures n'ont jamais cessé d'exister. Quinn part à la recherche du minuteur qui a été égaré pendant que Wade et Rembrandt restent avec le professeur qui s'est foulé la cheville. La situation semble désespérée (disparition de Quinn, perte du minuteur) et les glisseurs ne peuvent même pas se réconforter en mentant sur leurs chances de survie à cause des colliers...
- Commentaire : 
  - Le titre original de cet épisode est une référence au proverbe latin : In Vino Veritas (dans le vin la vérité).
  - Une allusion est faite à l'épisode un monde sans technologie (saison 2, épisode 7).
  - Jerry O'Connell n'apparaît pas pendant une grande partie de cet épisode, parce qu'il avait besoin de beaucoup plus de temps pour tourner le film Jerry Maguire.

### Épisode 12:Un monde incorruptible
- Titre original : Greatfellas
- Numéro(s) : 22 (2-12)
- Scénariste : Scott Smith Miller
- Réalisateur : Allan Eastman
- Diffusion(s) :
  -  États-Unis : 31 mai 1996 sur le réseau FOX
  -  France : 20 septembre 1996 sur M6
- Résumé :

Les glisseurs partent d'une Terre où 84 % de la population ont fait des études de droit pour se diriger ensuite vers une Terre où les policiers sont corrompus. Ils atterrissent accidentellement lors du mariage de deux familles, l'une d'origine Italienne, l'autre de religion Juive, qui s'avèrent être les deux plus grandes familles du crime. Rembrandt est bientôt pris pour son double, qui n'est autre que le directeur adjoint de la très célèbre bande des incorruptibles. Mais tout se complique lorsqu'il accepte accidentellement une somme d'argent en pot-de-vin.
- Commentaire : 
  - Mel Tormé, le père de Tracy Tormé, créateur de la série, fait une apparition dans son propre rôle.
  - On apprend que Quinn sait compter les cartes en s'appuyant sur la théorie des nombres.
  - Will Sasso (Gomez Calhoun) apparaît dans cet épisode.
  - L'actrice Sarah Strange, qui interprète le personnage de Leah Greenfeld, est ici doublé, en français, par Anne Rondeleux ; cette dernière a également prêté sa voix à Shannen Doherty.
  - Hrothgar Mathews interprète ici le rôle d'un avocat proposant ses services aux glisseurs sur la terre composée à 84% d'avocats; il est à noter qu'il avait auparavant interprété le rôle du jardinier de Madame Mallory, ainsi que le rôle de M. Gale, l'assistant du Sorcier, dans l'épisode 1 de la saison 2 "Un Monde Mystique".

### Épisode 13:Un monde de jeunes
- Titre original : The Young And The Relentless
- Numéro(s) : 23 (2-13)
- Scénariste : T. Edward Anthony & Von Whisenhant
- Réalisateur : Richard Compton
- Diffusion(s) :
  -  États-Unis : 7 juin 1996 sur le réseau FOX
  -  France : 25 septembre 1996 sur M6
- Résumé :

Les glisseurs arrivent sur une Terre où ils découvrent le double de Quinn noyé dans sa piscine. Quinn accepte donc de le remplacer, d’autant plus que son double était marié à celui de Wade. Seulement la vraie Wade va finir par découvrir les circonstances exactes de cette noyade. Pendant ce temps, Rembrandt et le professeur Arturo se font arrêter dans la rue pour une bagarre et découvrent le mode de vie d’un monde où les personnes âgées de plus de trente ans sont considérées comme vieilles.
- Commentaire :
  - C'est le premier épisode où les glisseurs vivent deux histoires différentes.